# Tóth Péter (karmester)
Tóth Péter (Debrecen, 1924. november 8. – München, 1981. április 2.) magyar karmester, korrepetitor.

## Élete
Szülővárosa zeneiskolájában Galánffy Lajosnál, majd a Zeneakadémián Böszörményi-Nagy Béla osztályában zongorát tanult, Ferencsik Jánosnál szerezte karmesteri diplomáját. 1946-tól a Vígopera, 1950-től a Magyar Állami Operaház karmestere. Zömmel romantikus, Wagner és modern (Bartók, Britten, Berg) műveket vezényelt. 
1956-ban tagja volt az operaház forradalmi bizottságának.  „Raskó Magda énekesnő Hajós utcai lakásán jött össze a »maffia« Palló Imre, Udvardy Tibor énekesek, Berg Ottó [...], Tóth Péter az azóta disszidált karmester. Később ez a társaság alkotta az operaházi »forradalmi bizottságot«.” – írta visszaemlékezésében a korszak operaházi párttitkára (egyben állambiztonsági ügynöke.)
1958-ban több hír is szerepelt róla a Film Színház Muzsikában. Az operaházi idényzárás előtt rendezett vendégszereplős előadások között kiemelték Wagner Bolygó Hollandijában Cseszányi Margit pozsonyi szoprán énekes poétikus és kellemes hangú Senta szerepét és külön feljegyezték, hogy „Tóth Péter életteljesen, nagy hatással vezényelte az előadást”.
A Károlyi kertben 1958-ban rendezett nyári szabadtéri előadásokról szóló tudósításban Erdélyi Miklós és Tóth Péter külföldi vendégszereplését is megemlítették: „A két fiatal karnagy néhány hetet Bayreuthban az ünnepi játékok színhelyén tölt és zenei betanítással foglalkozik, főleg Hans Knappertsbusch, a hírneves Wagner-karnagy irányításával.” Ugyanitt a fiatal karmesterek arcképét is közreadták, Tóth Péter és Erdélyi Miklós Bayreuthba utazik az Ünnepi játékok korrepetitoraként aláírással. A Ferencsik János által javasolt, és a Wagner család meghívásával történő ösztöndíjas utazás nem valósult meg. „Barnáné, aki ekkor már a minisztériumban dolgozott, nem engedte ki a »megbízhatatlan« karmestert, így vetve gátat egy esetleges nemzetközi karriernek. Talán igaza is volt, ugyanis az első adandó alkalommal – melyre nem kevesebb, mint nyolc évet kellett várnia – Tóth Péter végleg elhagyta Magyarországot.”
A Magyar Opera Ünnepi Hetei 1960. évi rendezvény-sorozatában Tóth Péter vezényelte Farkas Ferenc alkotását, a Furfangos diákokat. 1964. február 16-án mutatták be Alban Berg Wozzeck című zenedrámáját. A bemutató karnagya Ferencsik János volt, a február 19-i előadáson Tóth Péter vezényelt. A kritika szerint „Budapesten a közönség jórésze még némi idegenkedéssel fogadta, bár maga az előadás az Operaházban Mikó András kitűnő rendezésében, a nagytehetségű, fiatal Tóth Péter vezényletével […] elsőrendű, nagyon hatásos és színvonalas volt.”
1965-ben – egy július 2-án kelt üdvözlőlap tanúsága szerint – Moszkvában tartózkodott. 
1965 őszén a vidéki szimfonikus zenekarok Budapesten rendezett országos fesztiválján zsűritagként figyelt fel a nagykanizsai Hevesi Sándor művelődési ház szimfonikus zenekarára, s 1966. március 7-én vendégkarmesterként dirigálta az együttest. A híradásban Tóth Pétert úgy említik, mint „a fiatal karmestergeneráció egyik legtehetségesebb képviselőjét”. A műsor igen impozáns volt: Carl Maria von Weber Euryanthe-nyitánya, Johannes Brahms Hegedűversenye, Franz Schubert h-moll (Befejezetlen) szimfóniája és Liszt Ferenc Les Préludes című szimfonikus költeménye. „A romantikus és posztromantikus mesterek művei állanak a legközelebb a karmester egyéniségéhez, így bizonyára szép zenei élményt szerez majd hallgatóságának” – írta a cikk szerzője.
1967-ben disszidált. Előbb a zirndorfi menekülttáborban tartózkodott. 1967. június 20-án itt keltezte az alábbi levelezőlapot: „Én vagyok a Gayane-film Magyarországról származó karmestere. Bezártam magam mögött az ajtókat. Most itt vagyok, Zirndorfban, a külföldi menekültek táborában. Találkozhatnánk?”
Münchenben telepedett le, 1967. szeptember 14-i levele szerint már bőséges megbízatása volt: „Szeptemberben 14 alkalommal vezénylek, ezért egyetlen szabad percem sincs. Néhány számomra teljesen ismeretlen.”
Münchenben hunyt el 1981. április 2-án, gyászjelentése szerint súlyos betegség után, hamvait 1981. augusztus 12-én helyezték végső nyugalomba a Farkasréti temetőben, a református  egyház szertartása szerint.